# Universidad estatal (película)
Universidad estatal (título original: Kent State) es un telefilme estadounidense de historia y drama de 1981, dirigido por James Goldstone, escrito por Gerald Green y Richard Kramer, está basado en los libros de Joseph Kelner, James A. Michener, James Munvas y J. Gregory Payne, musicalizado por Ken Lauber, en la fotografía estuvo Stevan Larner y los protagonistas son Jane Fleiss, Charley Lang, Talia Balsam y Keith Gordon, entre otros. Este largometraje fue producido por Inter Planetary Productions Corporation, Keller Entertainment Group y Osmond Productions; se estrenó el 8 de febrero de 1981.

## Sinopsis
Este largometraje se centra en los cuatro días de eventos que condujeron a la histórica tragedia en la Universidad Estatal de Kent en mayo de 1970, donde se enfrentaron integrantes de la Guardia Nacional con alumnos que realizaban manifestaciones en contra de la guerra.